# Sylva Brébart
Sylvain "Sylva" Brébart (18 augustus 1886 – 18 februari 1943) was een Belgische voetballer.

## Carrière

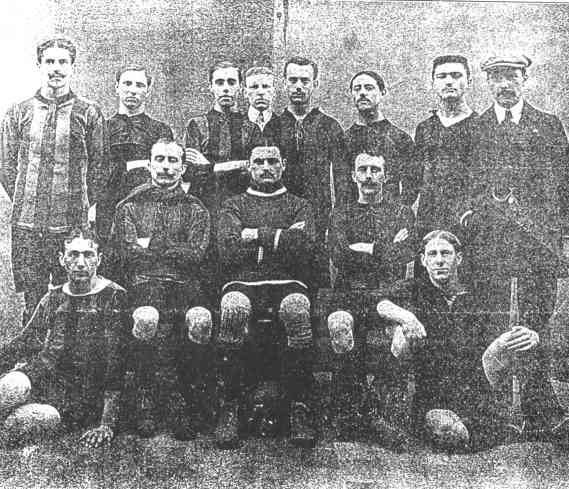
De kampioenenploeg van Daring uit 1912. Brébart staat uiterst links op de bovenste rij.

Sylva Brébart begon zijn carrière bij Olympia Club de Bruxelles en na vijf seizoenen verhuisde de aanvaller naar US Tournaisienne en weer een seizoen later naar RC Malines, waar hij samen met Herbert Levasseur topschutter werd in de tweede klasse, alvorens in 1910 terug te keren naar de hoofdstad. Brébart belandde bij Daring Club de Bruxelles, waar hij aan zijn succesvolste periode begon.
In 1912 werd Brébart voor het eerst geselecteerd voor de nationale ploeg van België. De aanvaller van Daring scoorde toen vlot. In 1913 werd hij zelfs topschutter in de Belgische competitie. In 1912 en 1914 speelde hij met Daring ook twee keer kampioen.In totaal speelde hij 98 wedstrijden en scoorde 103 doelpunten. Het duurde echter wel tot de zevende interland alvorens hij zijn eerste wist te scoren voor de Nationale ploeg.
Na tien seizoenen verkaste Brébart naar tweedeklasser SC Anderlecht. Hij werd bij Anderlecht de eerste trainer in de geschiedenis van de club. Hij dwong meteen de promotie af en steeg met de club naar Eerste Klasse. In januari 1922 speelde hij als trainer ook 4 wedstrijden in het shirt van Anderlecht, waarvan één tegen zijn ex-club Daring.

## Erelijst
- Kampioen van België: 1912, 1914
- Topschutter in de Belgische Eerste Klasse: 1913